# Les Monstres de l'île en feu
Pour plus de détails, voir Fiche technique et Distribution.
Les Monstres de l'île en feu (titre original : Dinosaurus!) est un film américain d'Irvin S. Yeaworth Jr. sorti en 1960.

## Synopsis
Près des Îles Caraïbes, un tyrannosaurus et un brontosaurus échappent à une éruption sous-marine et sèment la terreur auprès de la population. Au même moment, un homme de Néandertal se lie d'amitié avec un petit orphelin...

## Fiche technique
- Titre original : Dinosaurus !
- Réalisation : Irvin S. Yeaworth Jr.
- Scénario : Dan E. Weisburd et Jean Yeaworth d'après une idée originale de Jack H. Harris
- Musique : Ronald Stein
- Décors :
  - Direction artistique : Jack Senter
  - Décoration de plateau : Herman Schoenbrun
- Costumes : Bill Edwards
- Photographie : Stanley Cortez
- Son : Vic Appel
- Montage : John A. Bushelman
- Production : Jack H. Harris (producteur) et Irvin S. Yeaworth Jr. coproducteur)
- Société de production : Fairview Productions
- Société de distribution : Universal Pictures (aux USA et en France)
- Genre : Film fantastique
- Pays de production:  États-Unis
- Durée : 85 minutes (1 h 25)
- Date de sortie : 
  - États-Unis : 24 juin 1960 (première à La Nouvelle-Orléans), 20 juillet 1960 (Los Angeles)
  - France : 25 janvier 1961

## Distribution
- Ward Ramsey (VF : Raymond Loyer) : l'ingénieur Bart Thompson
- Paul Lukather (VF : Jacques Thébault) : Chuck, son bras droit
- Kristina Hanson (VF : Thérèse Rigaut) : Betty Piper, la fiancée de Chuck
- Alan Roberts : Julio, le petit orphelin
- Fred Engelberg (VF : Claude Bertrand) : Mike Hacker, le "maître" de l'île
- Wayne Treadway (VF : Noël Darzal) : Dumpy, le débonnaire conducteur d'engins du chantier
- Luci Blain : Chica, la fiancée contrainte de Mike Hacker
- Howard Dayton : Mousey, un homme de main de Hacker
- Jack Younger (VF : Serge Lhorca) : Jasper (Gaspard en VF), un homme de main de Hacker
- James Logan (VF : Jean Berton) : T.J. O'Leary
- Wilhelm Samuel : un habitant de la ville
- Gregg Martell : l'homme de Néandertal
- Jack H. Harris (VF : René Bériard) : le touriste à bord du bateau observant avec ses jumelles